# Stephan Szpak-Fleet
Stephan Szpak-Fleet (ur. 25 kwietnia 1979 roku w Warszawie) – polski aktor, reżyser, scenarzysta i producent filmowy mieszkający i pracujący w USA.
Stephan Szpak-Fleet jest synem Aliny Szpak i Roberta Fleeta. Jako dziecko zagrał główną rolę w trzech filmach fabularnych pełnometrażowych: Bracia Pustkowia, Legenda o grzywaczu i Przyjaciele Harry'ego.
Skończył Upland High School w 1996 i dostał się na studia. Na początku reżyserował kilka gier takich jak Zoo Historia i Oszczędzony. Następnie wrócił do Polski, by zagrać w sztuce Gombrowicza Uczta przy Countess Kotlubay's przetłumaczonej na angielski przez profesora UCLA Michaela Hacketta. Po nauce w college'u pracował przez kilka lat jako dyrektor artystyczny Virgin Entertainment. W końcu samodzielnie zajął się multimedialnymi tłami do gier. W 2003 stworzył swój pierwszy czarno-biały film krótkometrażowy. Od 2004 roku uczy się w USC School of Cinematic Arts.
Na Sedona Film Festival (28 lutego do 5 marca 2007) zaprezentował swój film My silent sadness. Wyprodukował filmy: Ghost Whisperer: Inne II boczne, Gracz" (Player).

## Wybrana filmografia
Aktor
- 2009: Player jako Smith
- 1986: Biały smok jako Steve Martin

Scenarzysta
- 2005: Last Mountain